# 2 Herzen voller Seligkeit
2 Herzen voller Seligkeit ist ein deutscher Spielfilm aus dem Jahr 1957 mit Adrian Hoven, Waltraut Haas und Herta Staal in den Hauptrollen.

## Handlung
In Jacob Donaths Firma läuft geschäftlich betrachtet alles prächtig, mit seinen Margarineprodukten ist der Fabrikant ein schwerreicher Mann geworden. Die einzige Sorge bereitet ihm seine blonde Tochter Karin, die sich längst im heiratsfähigen Alter befindet aber partout nicht unter die Haube will. Dabei hat Herr Donath mit seinem ärgsten Konkurrenten, dem gutaussehenden Dieter Lorenz, doch sogar den idealen Schwiegersohn in spe gefunden, der auch noch Willens ist, Karin zu nehmen. Die aber liebt den schönen Dieter nicht und stellt sich daher quer. Als Vater Donath mit Nachdruck sein Töchterchen in die Verlobung drängt, türmt Karin im letzten Augenblick und setzt sich von daheim ab.
Sie besteigt einen Zug, der nach Basel fahren soll. Während der Reise lernt sie den attraktiven, jungen Psychiater Dr. Gerd Falk kennen, dem sie ihre Geschichte von der Flucht erzählt. In seiner Schnellschuss-Analyse glaubt er, dass Karin mit ihrem Verhalten auf die schiefe Bahn geraten werde. Er kommt zu dem verwegenen Schluss, dass die junge Frau eine Juwelendiebin sein müsse und das Geschmeide, das Karin um ihren Hals trägt, gestohlen ist. Kurzerhand beschließt er, dass Karin ein Fall für seine Klapsmühle ist, und weist sie kurzerhand in die Nervenheilanstalt ein. Bald geraten die Dinge außer Kontrolle, und während Karin erneut zu türmen versucht, trifft sie auf ihren unwirschen und besorgten Vater ebenso wie auf den ungeliebten Herrn Lorenz. Am turbulenten Ende wird jedoch aus Karin und ihrem übereifrigen Nervenarzt ein Paar.

## Produktionsnotizen
2 Herzen voller Seligkeit entstand zum Jahresbeginn 1957 und wurde am 22. März 1957 im Düsseldorfer Apollo-Kino uraufgeführt.
Robert Leistenschneider übernahm die Produktionsleitung, Alfred Bütow und Theo Zwierski schufen die Filmbauten. Eberhard Itzenplitz assistierte Regisseur Holman.
Für den Produzenten Karl Schulz war dies der letzte Film.

## Kritik
Das Lexikon des Internationalen Films urteilte knapp: „Inhaltlich und formal gleichermaßen schwach.“